# Gottfried Dietrich Wilhelm Berthold
Gottfried Dietrich Wilhelm Berthold ( 16 de septiembre de 1854 , Gahmen , Westfalia - 7 de enero de 1937 , Gotinga) fue un botánico y profesor alemán.
Fue hijo de Franz Diederich Heinrich Berthold y de Johanna Hermine Wilhelmine. Se casa con Anna Brons, unión que les da dos hijos y una hija. Enseña en la Universidad de Gotinga de 1887 a 1923.
Fue autor de Studien über Protophamamechanik (1886), Untersuchungen zur Physiologie der Pflanzlichen Organisation (dos volúmenes, 1898-1904).
Realiza estudios sobre las algas de la región de Nápoles y al estudio de la fisiología vegetal.

## Otras publicaciones
- Untersuchungen über den Aufbau einiger Algen, 1878

- Die geschlechtliche Fortpflanzung von Dasycladus clavaeformis Ag, 1880

- Zur Kenntnis der Siphoneen und Bangiaceen, 1880

- Die geschlechtliche Fortpflanzung der eigentlichen Phaeosphoreen, 1881

- Vertheilung der Algen im Golf von Neapel, In: Mitteilungen der Zoologischen Station Neapel 3, pp. 393–536, 1882

- Morphologie und Physiologie der Meeresalgen, In: Jahrbuch für wissenschaftliche Botanik 13, pp. 569–717, 1882

- Die Cryptonemiaceen des Golfes von Neapel und der angrenzenden Meeres-Abschnitte: eine Monographie, In: Band 12 von Fauna und Flora des Golfes von Neapel und der angrenzenden Meeres-Abschnitte, 1884

- La abreviatura «Berthold» se emplea para indicar a Gottfried Dietrich Wilhelm Berthold como autoridad en la descripción y clasificación científica de los vegetales.[1]